# Festival Internacional del Nou Cinema Llatinoamericà de l'Havana
El Festival Internacional del Nou Cinema Llatinoamericà de l'Havana es va inaugurar el 3 de desembre de 1979. Per a la primera edició es van convocar més de 600 cineastes llatinoamericans, convocats per l'Institut Cubà de l'Art i Indústria Cinematogràfics. El premi lliurat pel festival és el Gran Premi Coral, guardó inspirat en els grans esculls de coral que poblen el Mar Carib.
El prestigi del festival recau en la seva intenció de servir de plataforma a aquelles produccions que pateixen de l'anonimat internacional (en primera instància, per la producció industrial de Hollywood) i de ser un dels festivals més importants de cinema llatinoamericà.

## Història
L'any 1967, el Festival de l'Havana va materialitzar el somni d'un grup de destacats cineastes del continent que van plasmar l'existència d'un nou cinema llatinoamericà i la tasca de treballar per a incrementar-ne la difusió sobre la base d'objectius ideològics i culturals.
La visió de les pel·lícules allí presentades, provinents de diversos països d'Amèrica Llatina, va permetre aprofundir col·lectivament, per primera vegada, en l'ordenament i coherència dels punts comuns i els objectius a aconseguir amb el nou cinema que es gestava.
Des de la seva fundació el festival es va proposar reconèixer i difondre les obres cinematogràfiques que contribueixin a l'enriquiment i la reafirmació de la identitat cultural llatinoamericana i del Carib. La seva programació comprèn una àmplia i representativa mostra de cinema contemporani provinent de la resta del món. El seu fundador va ser Alfredo Guevara, que fou també el primer president de l'esdeveniment.

## Gran Premi Coral - Primer Premi
| Any             | Títol original                    | Director                                 | País      |
| --------------- | --------------------------------- | ---------------------------------------- | --------- |
| 1979 (ex aequo) | Coronel Delmiro Gouveia           | Geraldo Sarno                            | Brasil    |
| 1979 (ex aequo) | Maluala                           | Sergio Giral                             | Cuba      |
| 1980            | Gaijin – Os Caminhos da Liberdade | Tizuka Yamasaki                          | Brasil    |
| 1981            | Eles Não Usam Black-Tie           | Leon Hirszman                            | Brasil    |
| 1982            | Tiempo de revancha                | Adolfo Aristarain                        | Argentina |
| 1983            | Hasta cierto punto                | Tomás Gutiérrez Alea                     | Cuba      |
| 1984            | Memórias do Cárcere               | Nelson Pereira dos Santos                | Brasil    |
| 1985 (ex aequo) | El exilio de Gardel (Tangos)      | Fernando Solanas                         | Argentina |
| 1985 (ex aequo) | Frida, naturaleza viva            | Paul Leduc                               | Mèxic     |
| 1986            | A Hora da Estrela                 | Suzana Amaral                            | Brasil    |
| 1987            | La película del rey               | Carlos Sorín                             | Argentina |
| 1988            | Sur                               | Fernando Solanas                         | Argentina |
| 1989            | Últimas imágenes del naufragio    | Eliseo Subiela                           | Argentina |
| 1990            | Hello Hemingway                   | Fernando Pérez                           | Cuba      |
| 1991            | Jericó                            | Luis Alberto Lamata                      | Veneçuela |
| 1992            | La tarea prohibida                | Jaime Humberto Hermosillo                | Mèxic     |
| 1993            | Fresa y chocolate                 | Tomás Gutiérrez Alea i Juan Carlos Tabío | Cuba      |
| 1994            | Principio y fin                   | Arturo Ripstein                          | Mèxic     |
| 1995            | El callejón de los milagros       | Jorge Fons                               | Mèxic     |
| 1996            | Profundo carmesí                  | Arturo Ripstein                          | Mèxic     |
| 1997            | Martín (Hache)                    | Adolfo Aristarain                        | Argentina |
| 1998            | La vida es silbar                 | Fernando Pérez                           | Cuba      |
| 1999            | Garage Olimpo                     | Marco Bechis                             | Argentina |
| 2000            | Eu, Tu, Eles                      | Andrucha Waddington                      | Brasil    |
| 2001            | La Ciénaga                        | Lucrecia Martel                          | Argentina |
| 2002 (ex aequo) | Cidade de Deus                    | Fernando Meirelles i Kátia Lund          | Brasil    |
| 2002 (ex aequo) | Tan de repente                    | Diego Lerman                             | Argentina |
| 2003            | Suite Habana                      | Fernando Pérez                           | Cuba      |
| 2004            | Whisky                            | Juan Pablo Rebella i Pablo Stoll         | Uruguai   |
| 2005            | Iluminados por el fuego           | Tristán Bauer                            | Argentina |
| 2006            | O Céu de Suely                    | Karim Aïnouz                             | Brasil    |
| 2007            | Luz silenciosa                    | Carlos Reygadas                          | Mèxic     |
| 2008            | Tony Manero                       | Pablo Larraín                            | Xile      |
| 2009            | La teta asustada                  | Claudia Llosa                            | Perú      |
| 2010            | La vida útil                      | Federico Veiroj                          | Uruguai   |
| 2011            | El infierno                       | Luis Estrada                             | Mèxic     |
| 2012            | No                                | Pablo Larraín                            | Xile      |
| 2013            | Heli                              | Amat Escalante                           | Mèxic     |
| 2014            | Conducta                          | Ernesto Daranas                          | Cuba      |
| 2015            | El club                           | Pablo Larraín                            | Xile      |
| 2016            | Desierto                          | Jonás Cuarón                             | Mèxic     |
| 2017            | Alanis                            | Anahí Berneri                            | Argentina |
| 2018            | Pájaros de verano                 | Ciro Guerra i Cristina Gallego           | Colòmbia  |
| 2019            | Los sonámbulos                    | Paula Hernández                          | Argentina |
| 2021            | Pacificado                        | Paxton Winters                           | Brasil    |
| 2022            | El gran movimiento                | Kiro Russo                               | Bolívia   |